# Antoni Batlle i Mestre
Antoni Batlle i Mestre (Sitges, 31 de juliol de 1888 - Barcelona, 26 de novembre de 1955) fou un sacerdot i pedagog català que va ser el gran impulsor del l'escoltisme catòlic a Catalunya.

## Naixement i anys de formació

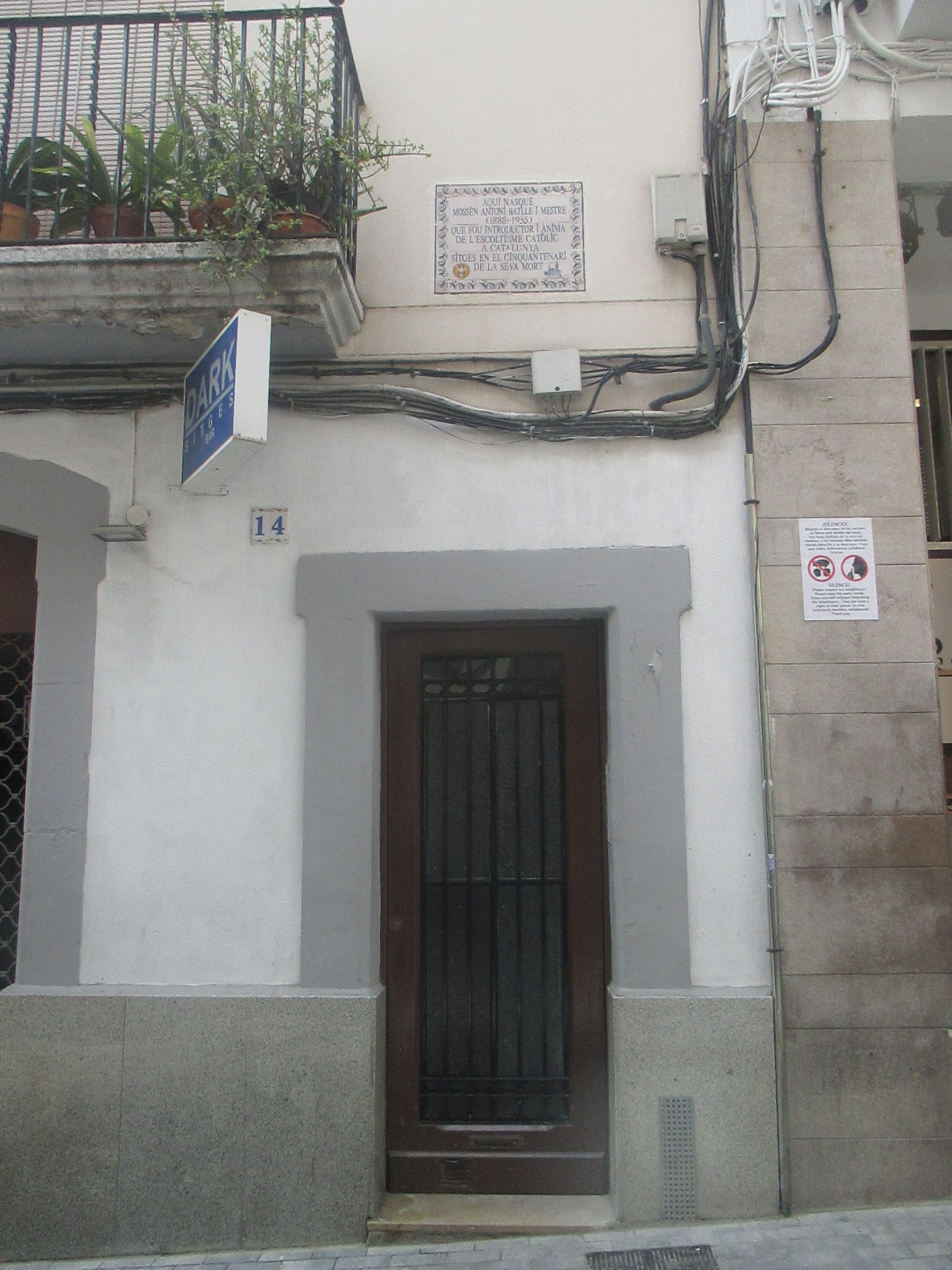
Casa on va nàixer Antoni Batlle (Sitges) amb placa commemorativa

Nasqué el 31 de juliol de 1888 a Sitges, comarca del Garraf, on passà la infància i l'adolescència i feu els primers estudis. El rector de la parròquia mossèn Bricullé descobrí les seves aptituds per la música i la vocació pel presbiterat. Amb el seu suport entrà el 1903 al Seminari Pontifici de Tarragona on fou deixeble del cardenal Isidre Gomà i cursà els estudis sacerdotals i el doctorat en filosofia (1905) i teologia (1910). Abans de ser ordenat sacerdot, passà un curs, el 1911-1912, internat al Seminari Conciliar de Barcelona, a la seva diòcesi d'origen com era preceptiu. Era una època convulsa en el camp social, polític i cultural, l'avenç cap a la normalització de la cultura catalana era un fet ben establert (I Congrés Internacional de la Llengua Catalana), el moviment obrer prenia força amb la creació de Solidaritat Obrera, i encara eren recents els fets de la Setmana Tràgica de 1909, esclat social amb la vaga contra la mobilització de la guerra a l'Àfrica amb les seqüeles de les cremes de convents, esglésies, la repressió, la complaença de la burgesia, les recriminacions dels intel·lectuals (J. Maragall)…
Antoni Batlle conegué al seminari Higini Anglès (futur president de l'Istituto de Música Sacra del Vaticà) i Francesc Baldelló, futur mestre de capella de la parròquia de Sant Just de Barcelona) amb els quals cultivaria la faceta musical.

## Primers anys de vida pastoral
Fou ordenat sacerdot el 1912 i exercí de vicari a Collbató, Premià de Dalt i Reus el 1913. Va participar activament en el Primer Congrés Litúrgic de Montserrat el 1915, del qual en sorgiria una profunda renovació del culte a l'església catalana. Tingué una gran amistat amb el cardenal Vidal i Barraquer i durant els anys de vida pastoral conegué tot un seguit de personalitats que maldaven per una església compromesa i arrelada al poble. D'entre ells en destaquen els doctors Lluís Carreras i Mas i Manuel Trens (liturgista, poeta i director de Vida Cristiana); Gregori Suñol (musicòleg, gregorianista i abat de Santa Cecília de Montserrat), l'escolapi Josep Franquesa…
S'inicià en el camp de la pedagogia en col·laborar amb els pedagogs Alexandre Galí, Artur Martorell i la pedagoga Maria Montessori en els seus anys d'estada a Barcelona. Fou secretari de l'Escola del Mar i de la Mútua Escolar Blanquerna, i secretari del laboratori de pedagogia de la Mancomunitat de Catalunya en el període 1918 -1921

## La tasca a l'escoltisme
El 1922 ingressa com soci en el Centre Excursionista de Catalunya i el 1928 s'integra en l'associació dels Minyons de Muntanya fundada per Josep Maria Batista i Roca, creada l'any anterior i amb la qual col·laborarà estretament al si de la Germanor de les Guies Excursionistes i els Minyons de Muntanya.
En constituir-se l'any 1924 la secció de Joventut del Centre Moral i Instructiu de Gràcia, mossèn Batlle hi exercí les funcions de consiliari. El 1930 va fundar, a la parròquia de Jesús de Gràcia, on era mestre de capella de l'escolania, la secció de Minyons de Muntanya «Mare de Déu de Montserrat», la primera de caràcter catòlic que es fundava al país. El mateix any es va fer el primer campament de l'agrupament. L'integraven, majoritàriament, nois del Centre Moral, de les escoles del Patronat Domènech i de la mateixa parròquia. Dos anys més tard organitzava a les Carmelites del carrer Montseny el primer nucli escolta catòlic femení, l'Agrupament Congesta.
Minyons de Muntanya prosseguí durant aquests anys la tasca de formació i extensió amb cursets d'escoltisme, campaments anuals, etc. Els anys 1930, 1934 i 1936 s'editaran diverses publicacions sobre escoltisme: Proves d'aspirant, Carnet del cap de patrulla i Quaderns de minyó escolta. L'any 1930 Batlle havia celebrat la primera missa a l'aire lliure al campament de Llorà, Collsacabra dels Minyons de Muntanya amb autorització de Roma amb el permís aconseguit pel cardenal Vidal i Barraquer. Hi van assistir el mateix Vidal i Barraquer, el bisbe de Perpinyà, el de Vic, i el de Solsona.
El Cop d'estat del 18 de juliol, enxampà, durant el diumenge 19, Mn. Batlle i els seus minyons baixant la Pica d'Estats i hagueren de restar dies als pobles del Pallars Sobirà fins que fou rescat per una autocar custodiat per Mossos d'Esquadra enviat pel Conseller de la Generalitat, Ventura Gassol. Arran d'aquest fets Antoni Batlle s'exilià a Suïssa on resta fins a la fi de 1938. El mateix any empès per la situació política tindrà lloc la unificació de Minyons de Muntanya i els Boy Scouts de Catalunya.
A Suïssa, primer a Zúric i des de 1938 a Deva a Euskadi. Després d'una primera etapa depressió i desolació moral atès la situació del país, es refarà amb els contactes amb l'escoltisme forà. Aprengué les tècniques escoltes i perfeccionà els seus coneixements musicals (flauta de bec) i de cançons centre europees que després introduirà en el cançoner escolta.

## Retorn al país i represa de l'escoltisme
Retorna el 1939 un cop acabada la guerra. Arribà malalt i restà un temps convalescent a can son germà. Antoni Batlle no s'integrarà en l'estructura de parròquies. Es guanyarà la vida amb classes de religió al Liceu Francès del c/ Moià, i a les monges alemanyes (Sant Elisabet) al Carrer la Forja i després Carrer Copèrnic.
El 1943 amb el seu grup del Col·legi de Santa Florentina del carrer Calaf adscrit a la a parròquia de la Bonanova (Barcelona), reprèn les activitats escoltes, sota la cobertura del Catecisme de Sant Magí i dona suport a altres grups. El 1944 ja es feren els primers campaments anuals. Participarà amb els minyons en els pelegrinatges a Roma a Santiago de Compostela, i en l'Entronització de la Mare de Déu de Montserrat de 1947.
L'any 1943 ja havia contactat amb el grup de dirigents (escoltes anteriors a la guerra civil que intentava la represa de l'escoltisme). Són escoltes d'agrupaments i associacions diferents, laics i confessionals. Després d'una sèrie de contactes el 1945 decideixen recuperar l'estructura unificada amb canvis en el funcionament: el Consell General d'Institució Catalana d'Escoltisme (Minyons de Muntanya-Boy Scouts de Catalunya) ICE. El Consell demanarà a Antoni Batlle que s'integri a l'òrgan de direcció i va reconeixe'l com a consiliari dels agrupaments confessionals integrats. A partir d'aquest any s'accelerà la represa de l'escoltisme català amb la creació d'agrupaments i recuperació dels antics, la creació d'estructures pedagògiques, etc. El 1948 ja hi havia vint-i-un agrupaments en actiu al principat i vuit eren de fora de Barcelona.
L'any 1950 Antoni Batlle participa amb el seu grup en l'entronització de Sant Bernat organitzada per l'Agrupació Excursionista de Catalunya i els Minyons de Muntanya al campament més important (270 tendes) de després de la guerra. Els anys següents continuaran els campaments i activitats (Clarà, Palau-Solità, Siuret, Montgarri amb la celebració del vint-i-cinquè aniversari de l'escoltisme a Catalunya, etc.
La pressió de les autoritats franquistes, però, augmentava cada cop més. Un exemple foren els fets que es produïren al Montnegre quan l'aplec de la branca minyons del 23 de maig del 1953 en què participaven unes 50 patrulles i uns 300 nois fou interromput a tres quarts de cinc del matí per uns noranta elements de la Guardia de Franco amb garrots que obligaren els nois a sortir de les tendes i escarniren mossèn Batlle…
La pressió de les autoritats continuà i fou tan forta que el Consell de l'ICE, davant de les dificultats per un normal funcionament es veié obligat a suspendre el 23 de desembre de 1953 les seves activitats. A partir d'aquell els agrupaments haurien de continuar per ells mateixos. Tot i això Antoni Batlle va continuar les tasques d'ajuda usant la seva condició de capellà i reclamant quan pertocava la intervenció de la jerarquia de l'església quan sorgien incidents i maldant per altra part per aconseguir l'emparament legal eclesiàstic de tot l'escoltisme o si més no del confessional. En aquest context, però l'escoltisme seguí creixent. Entre 1954 i 1956 havien nascut més de 33 agrupaments nous.

## Mort i reconeixement eclesiàstic de l'escoltisme
El 1954 Antoni Batlle va caure greument malalt, va perdre la parla. Immobilitzat a casa es va dedicar a escriure (escrits que després es van publicar) sobre temes d'escoltisme, del seu agrupament. Mentre rebia a casa seva als responsables escoltes: quan la malaltia s'accentuà els nois escoltes el vetllaven de manera permanent.
Finalment els seus precs van tenir recompensa. Durant els últims dies de la seva vida, al seu llit de mort, el bisbe de Barcelona, Gregorio Modrego pressionat pel nunci del Vaticà Antonioni i per personalitats catòliques, el nomenà Consiliari Diocesà de l'Escoltisme i prometé l'emparament de l'església per als seus agrupaments escoltes. Amb això s'assegurava la continuïtat de la seva obra.
El bisbe complí la seva promesa i l'any següent el bisbat donava oficialitat a la Delegació Diocesana d'Escoltisme. Nomenà, també, Consiliari Diocesà Ricard Pedrals i Blanxart com ell desitjava. Va morir el 26 de novembre de 1955. El seu enterrament va ser multitudinari. Els funerals el 27 de desembre a Santa Maria del Mar un acte d'adhesió no sols a l'home sinó a la seva obra.
En el transcurs dels anys s'han multiplicat els homenatges de l'escoltisme català, de l'excursionisme (articles de la revista Vertex, Muntanya, fotografia a la galeria de personatges il·lustres del CEC, de les institucions (1981: Homenatge Saló de Cent de Casa de la Ciutat (Barcelona); 1988: Homenatge en el seu Centenari al Saló de Sant Jordi del Palau de la Generalitat de Catalunya, relleu escultòric a la balconada del Monestir de Montserrat, col·locació d'una placa commemorativa del Districte de Gràcia a Barcelona, etc.) i dels deixebles (publicació dels seus escrits, institució de premis, etc.)

## Obra escrita
- Batlle, Antoni. Escrits de Mossen Batlle.  Barcelona: Editorial Estela, 1966 (El món d'avui).
- Batlle, Antoni. Nous Escrits de Mossen Batlle.  Barcelona: Editorial Laia, 1971.